# Euclasta sidamona
Euclasta sidamona is een vlinder van de familie van de grasmotten (Crambidae). De wetenschappelijke naam van deze soort is voor het eerst voorgesteld door Pierre-Claude Rougeot in een publicatie uit 1977.
De soort komt voor in Ethiopië.